# Buikharigen
De buikharigen (Gastrotricha) vormen een stam van microscopisch kleine ongewervelde dieren. De wetenschappelijke naam, Gastrotricha, is afgeleid van Oudgrieks: γαστήρ (gastēr) betekent buik en θρίξ (thrix) betekent haar. 

## Kenmerken
De meeste van de 799 beschreven soorten worden tussen de 50 en 3500 µm lang. Hun hele lichaam is bedekt met trilharen, voornamelijk rond de mond en aan de ventrale zijde. Aan de achterzijde van het lichaam bevinden zich twee extremiteiten, die dienen om zich aan sediment vast te hechten. Het ene uitsteeksel scheidt een soort natuurlijke lijm af en de andere scheidt een antistof af om zich weer los te maken. Deze diertjes planten zich ongeslachtelijk voort.

## Verspreiding en leefgebied
Ze komen algemeen voor in allerlei waterige omgevingen en leven slechts 3 dagen. Ze voeden zich voornamelijk met kleine bacteriën en diatomeeën.

## Taxonomie
De volgende taxa zijn bij de stam ingedeeld:
- Orde Macrodasyida Remane, 1925
  - Familie Cephalodasyidae Hummon & Todaro, 2010
    - Geslacht Cephalodasys Remane, 1926
      - Cephalodasys cambriensis (Boaden, 1963)[5]
      - Cephalodasys caudatus Rao, 1981[6]
      - Cephalodasys dolichosomus Hummon, 2011[7]
      - Cephalodasys hadrosomus Hummon, Todaro & Tongiorgi, 1993
      - Cephalodasys littoralis Renaud-Debyser, 1964
      - Cephalodasys maximus Remane, 1926
      - Cephalodasys miniceraus Hummon, 1974
      - Cephalodasys pacificus Schmidt, 1974
      - Cephalodasys palavensis Fize, 1963
      - Cephalodasys saegailus Hummon, 2011[7]
      - Cephalodasys swedmarki Hummon, 2008
      - Cephalodasys turbanelloides (Boaden, 1960)

    - Geslacht Dolichodasys Gagne, 1977
      - Dolichodasys carolinensis Ruppert & Shaw, 1977
      - Dolichodasys delicatus Ruppert & Shaw, 1977
      - Dolichodasys elongatus Gagne, 1977

    - Geslacht Megadasys Schmidt, 1974
      - Megadasys minor Kisielewski, 1987
      - Megadasys pacificus Schmidt, 1974
      - Megadasys sterreri (Boaden, 1974)

    - Geslacht Mesodasys Remane, 1951
      - Mesodasys adenotubulatus Hummon, Todaro & Tongiorgi, 1993
      - Mesodasys brittanica Hummon, 2008
      - Mesodasys hexapodus Rao & Ganapati, 1968
      - Mesodasys ischiensis Hummon, Todaro & Tongiorgi, 1993
      - Mesodasys laticaudatus Remane, 1951
      - Mesodasys littoralis Remane, 1951
      - Mesodasys rupperti Hummon, 2008
      - Mesodasys saddlebackensis Hummon, 2010[8]

    - Geslacht Paradasys Remane, 1934
      - Paradasys bilobocaudus Hummon, 2008
      - Paradasys hexadactylus Karling, 1954
      - Paradasys lineatus Rao, 1980
      - Paradasys littoralis Rao & Ganapati, 1968
      - Paradasys pacificus Schmidt, 1974
      - Paradasys subterraneus Remane, 1934

    - Geslacht Pleurodasys Remane, 1927
      - Pleurodasys helgolandicus Remane, 1927 sensu Boaden, 1963[5]

  - Familie Dactylopodolidae Strand, 1929
    - Geslacht Dactylopodola Strand, 1929
      - Dactylopodola australiensis Hochberg, 2003
      - Dactylopodola baltica (Remane, 1926)
      - Dactylopodola cornuta (Swedmark, 1956)
      - Dactylopodola indica (Rao & Ganapati, 1968)
      - Dactylopodola mesotyphle Hummon, Todaro, Tongiorgi & Balsamo, 1998
      - Dactylopodola roscovita (Swedmark, 1967)
      - Dactylopodola typhle (Remane, 1927)

    - Geslacht Dendrodasys Wilke, 1954
      - Dendrodasys affinis Wilke, 1954
      - Dendrodasys gracilis Wilke, 1954
      - Dendrodasys pacificus Schmidt, 1974
      - Dendrodasys ponticus Valkanov, 1957
      - Dendrodasys rubomarinus Hummon, 2011

    - Geslacht Dendropodola Hummon, Todaro & Tongiorgi, 1993
      - Dendropodola transitionalis Hummon, Todaro & Tongiorgi, 1993

  - Familie Lepidodasyidae Remane, 1927
    - Geslacht Lepidodasys Remane, 1926
      - Lepidodasys arcolepis Clausen, 2004
      - Lepidodasys castoroides Clausen, 2004
      - Lepidodasys laeviacus Lee & Chang, 2011
      - Lepidodasys ligni Hochberg, Atherton & Gross, 2013
      - Lepidodasys martini Remane, 1926
      - Lepidodasys platyurus Remane, 1927
      - Lepidodasys tsushimaensis Lee & Chang, 2011
      - Lepidodasys unicarenatus Balsamo, Fregni & Tongiorgi, 1994
      - Lepidodasys worsaae Hochberg & Atherton, 2011

  - Familie Macrodasyidae Remane, 1926
    - Geslacht Macrodasys Remane, 1924
      - Macrodasys achradocytalis Evans, 1994
      - Macrodasys acrosorus Hummon & Todaro, 2009
      - Macrodasys affinis Remane, 1936
      - Macrodasys africanus Remane, 1950
      - Macrodasys ancocytalis Evans, 1994
      - Macrodasys andamanensis Rao, 1993
      - Macrodasys balticus Roszczak, 1939
      - Macrodasys blysocytalis Evans, 1994
      - Macrodasys buddenbrocki Remane, 1924
      - Macrodasys caudatus Remane, 1927
      - Macrodasys celticus Hummon, 2008
      - Macrodasys cephalatus Remane, 1927
      - Macrodasys cunctatus Wieser, 1957
      - Macrodasys deltocytalis Evans, 1994
      - Macrodasys digronus Hummon & Todaro, 2009
      - Macrodasys dolichocytalis Evans, 1994
      - Macrodasys fornerisae Todaro & Rocha, 2004
      - Macrodasys gerlachi Papi, 1957
      - Macrodasys gylius Hummon, 2010
      - Macrodasys hexadactylis Rao, 1970
      - Macrodasys imbricatus Hummon, 2011
      - Macrodasys lakshadweepense Hummon, 2008
      - Macrodasys macrurus Hummon, 2011
      - Macrodasys meristocytalis Evans, 1994
      - Macrodasys neapolitanus Papi, 1957
      - Macrodasys nigrocellus Hummon, 2011
      - Macrodasys nobskaensis Hummon, 2008
      - Macrodasys ommatus Todaro & Leasi, 2013
      - Macrodasys pacificus Schmidt, 1974
      - Macrodasys plurosorus Hummon, 2008
      - Macrodasys remanei Boaden, 1963[5]
      - Macrodasys scleracrus Hummon, 2011
      - Macrodasys stenocytalis Evans, 1994
      - Macrodasys syringodes Hummon, 2010
      - Macrodasys thuscus Luporini, Magagnini & Tongiorgi, 1973
      - Macrodasys waltairensis Rao & Ganapati, 1968

    - Geslacht Urodasys Remane, 1926
      - Urodasys acanthostylis Fregni, Tongiorgi & Faienza, 1998
      - Urodasys anorektoxys Todaro, Bernhard & Hummon, 2000
      - Urodasys apuliensis Fregni, Faienza, Grimaldi, Tongiorgi & Balsamo, 1999
      - Urodasys bucinastylis Fregni, Faienza, Grimaldi, Tongiorgi & Balsamo, 1999
      - Urodasys calicostylis Schoepfer-Sterrer, 1974
      - Urodasys cornustylis Schoepfer-Sterrer, 1974
      - Urodasys elongatus Renaud-Mornant, 1969
      - Urodasys mirabilis Remane, 1926
      - Urodasys nodostylis Schoepfer-Sterrer, 1974
      - Urodasys remostylis Schoepfer-Sterrer, 1974
      - Urodasys roscoffensis Kisielewski, 1987
      - Urodasys spirostylis Schoepfer-Sterrer, 1974
      - Urodasys toxostylus Hummon, 2011
      - Urodasys uncinostylis Fregni, Tongiorgi & Faienza, 1998
      - Urodasys viviparus Wilke, 1954

  - Familie Planodasyidae Rao & Clausen, 1970
    - Geslacht Crasiella Clausen, 1968
      - Crasiella azorrensis Hummon, 2008
      - Crasiella clauseni Lee & Chang, 2012
      - Crasiella diplura Clausen, 1968
      - Crasiella fonseci Hochberg, 2013
      - Crasiella indica Rao, 1981
      - Crasiella oceanica d’Hondt, 1974
      - Crasiella pacifica Schmidt, 1974
      - Crasiella skaia Hummon, 2010

    - Geslacht Planodasys Rao & Clausen, 1970
      - Planodasys littoralis Rao, 1993
      - Planodasys marginalis Rao & Clausen, 1970

  - Familie Redudasyidae Todaro, Dal Zotto, Jondelius, Hochberg, Hummon, Kånneby & Rocha, 2012
    - Geslacht Anandrodasys Todaro, Dal Zotto, Jondelius, Hochberg, Hummon, Kånneby & Rocha, 2012
      - Anandrodasys agadasys (Hochberg, 2003)

    - Geslacht Redudasys 
      - Redudasys fornerise Kisielewski, 1987

  - Familie Thaumastodermatidae Remane, 1927
    - Onderfamilie Diplodasyinae Ruppert, 1978
      - Geslacht Acanthodasys Remane, 1927
        - Acanthodasys aculeatus Remane, 1927
        - Acanthodasys algarvense Hummon, 2008
        - Acanthodasys arcachonensis Kisielewski, 1987
        - Acanthodasys arcassonensis Kisielewski, 1987
        - Acanthodasys caribbeanensis Hochberg & Atherton, 2010
        - Acanthodasys carolinensis Hummon, 2008
        - Acanthodasys fibrosus Clausen, 2004
        - Acanthodasys flabellicaudus Hummon & Todaro, 2009
        - Acanthodasys lineatus Clausen, 2000
        - Acanthodasys paurocactus Atherton & Hochberg, 2012
        - Acanthodasys silvulus Evans, 1992

      - Geslacht Diplodasys Remane, 1927
        - Diplodasys ankeli Wilke, 1954
        - Diplodasys caudatus Kisielewski, 1987
        - Diplodasys meloriae Todaro, Balsamo & Tongiorgi, 1992
        - Diplodasys minor Remane, 1936 sensu Todaro, 1992
        - Diplodasys pacificus Schmidt, 1974
        - Diplodasys platydasyoides Remane, 1927
        - Diplodasys remanei Rao & Ganapati, 1968
        - Diplodasys rothei Kieneke, Narkus, Hochberg & Schmidt-Rhaesa, 2013
        - Diplodasys sanctimariae Hummon & Todaro, 2009
        - Diplodasys swedmarki Kisielewski, 1987

    - Onderfamilie Thaumastodermatinae Ruppert, 1978
      - Geslacht Hemidasys Claparède, 1867
        - Hemidasys agaso Claparède, 1867

      - Geslacht Oregodasys Hummon, 2008
        - Oregodasys cirratus Rothe & Schmidt-Rhaesa, 2010
        - Oregodasys itoi (Chang, Kubota & Shirayama, 2002)
        - Oregodasys katharinae Hochberg, 2010
        - Oregodasys kurnowensis Hummon, 2008
        - Oregodasys mastigurus (Clausen, 1965)
        - Oregodasys maximus (Remane, 1927)
        - Oregodasys norenburgi Hochberg, 2010
        - Oregodasys ocellatus (Clausen, 1965)
        - Oregodasys pacificus (Schmidt, 1974)
        - Oregodasys phacellatus (Clausen, 1965)
        - Oregodasys rarus (Forneris, 1961)
        - Oregodasys ruber (Swedmark, 1956)
        - Oregodasys stiliferus (Boaden, 1965)
        - Oregodasys tentaculatus (Swedmark, 1956)

      - Geslacht Pseudostomella Swedmark, 1956
        - Pseudostomella andamanica Rao, 1993
        - Pseudostomella cataphracta Ruppert, 1970
        - Pseudostomella cheraensis Priyalakshmi, Menon & Todaro, 2007[9]
        - Pseudostomella dolichopoda Todaro, 2012
        - Pseudostomella etrusca Hummon, Todaro & Tongiorgi, 1993
        - Pseudostomella faroensis Clausen, 2004
        - Pseudostomella indica Rao, 1970
        - Pseudostomella klauserae Hochberg, 2002
        - Pseudostomella koreana Lee & Chang, 2002
        - Pseudostomella longifurca Lee & Chang, 2002
        - Pseudostomella malayica Renaud-Mornant, 1967
        - Pseudostomella megapalpator Hochberg, 2002
        - Pseudostomella plumosa Ruppert, 1970
        - Pseudostomella roscovita Swedmark, 1956
        - Pseudostomella triancra Hummon, 2008

      - Geslacht Ptychostomella Remane, 1926
        - Ptychostomella bergensis Clausen, 1996
        - Ptychostomella brachycephala (Lévi, 1954)
        - Ptychostomella helana Roszczak, 1939
        - Ptychostomella higginsi Clausen, 2004
        - Ptychostomella lamelliphora Todaro, 2013
        - Ptychostomella lepidota Clausen, 2000
        - Ptychostomella mediterranea Remane, 1927
        - Ptychostomella ommatophora Remane, 1927
        - Ptychostomella orientalis Lee & Chang, 2003
        - Ptychostomella papillata Lee & Chang, 2003
        - Ptychostomella pectinata Remane, 1926
        - Ptychostomella tyrrhenica Hummon, Todaro & Tongiorgi, 1993

      - Geslacht Tetranchyroderma Remane, 1926
        - Tetranchyroderma aapton Dal Zotto, Ghiviriga & Todaro, 2010
        - Tetranchyroderma adeleae Hochberg, 2008
        - Tetranchyroderma aethesbregmum Lee & Chang, 2012
        - Tetranchyroderma anisoankyrum Lee, Kim & Chang, 2013[3]
        - Tetranchyroderma anomalopsum Hummon, Todaro, Balsamo & Tongiorgi, 1996
        - Tetranchyroderma antenniphorum Hummon & Todaro, 2010
        - Tetranchyroderma aphenothigmum Hummon, Todaro, Tongiorgi & Balsamo, 1998
        - Tetranchyroderma apum Remane, 1927
        - Tetranchyroderma arcticum Clausen, 1999
        - Tetranchyroderma australiense Nicholas & Todaro, 2006
        - Tetranchyroderma boadeni Schrom in Riedl, 1970
        - Tetranchyroderma boreale Clausen, 2000
        - Tetranchyroderma bronchostylus Atherton & Hochberg, 2012
        - Tetranchyroderma bulbosum Clausen, 2000
        - Tetranchyroderma bunti (Thane-Fenchel, 1970)
        - Tetranchyroderma canariense Todaro, Ancona, Marzano, Gallo-D'Addabbo & De Zio-Grimaldi, 2003
        - Tetranchyroderma cirrophorum Lévi, 1950
        - Tetranchyroderma coeliopodium Boaden, 1963[10]
        - Tetranchyroderma copicirratum Hummon, 2008
        - Tetranchyroderma corallium Hummon, 2011
        - Tetranchyroderma coreense Lee, Kim & Chang, 2013[3]
        - Tetranchyroderma dendricum Saito, 1937
        - Tetranchyroderma dragescoi Swedmark, 1967
        - Tetranchyroderma enallosum Hummon, 1977
        - Tetranchyroderma esarabdophorum Tongiorgi & Balsamo, 1984
        - Tetranchyroderma faroense Clausen, 2004
        - Tetranchyroderma gausancrum Hummon, 2008
        - Tetranchyroderma gracilium Chang, Lee & Clausen, 1998
        - Tetranchyroderma heterotentaculatum Chang & Lee, 2001
        - Tetranchyroderma heterotubulatum Hummon, Todaro & Tongiorgi, 1993
        - Tetranchyroderma hirtum Luporini, Magagnini & Tongiorgi, 1973
        - Tetranchyroderma hoonsooi Chang & Lee, 2001
        - Tetranchyroderma hyponiglarum Hummon & Todaro, 2009
        - Tetranchyroderma hypopsilancrum Hummon, Todaro & Tongiorgi, 1993
        - Tetranchyroderma hystrix Remane, 1926
        - Tetranchyroderma inaequitubulatum Todaro, Balsamo & Tongiorgi, 2002
        - Tetranchyroderma indicum Rao & Ganapati, 1968
        - Tetranchyroderma insolitum Lee & Chang, 2012
        - Tetranchyroderma insulare Balsamo, Fregni & Tongiorgi, 1994
        - Tetranchyroderma interstitialis Hummon, 2008
        - Tetranchyroderma kontosomum Hummon, Todaro, Balsamo & Tongiorgi, 1996
        - Tetranchyroderma korynetum Hummon & Todaro, 2009
        - Tetranchyroderma lameshurensis Hummon, 2008
        - Tetranchyroderma littoralis Rao, 1981
        - Tetranchyroderma longipedum Hummon, 2008
        - Tetranchyroderma mainensis Hummon & Guadiz, 2009
        - Tetranchyroderma massiliense Swedmark, 1956
        - Tetranchyroderma megabitubulatum Lee & Chang, 2012
        - Tetranchyroderma megastomum (Remane, 1927)
        - Tetranchyroderma monokerosum Lee & Chang, 2007
        - Tetranchyroderma multicirratum Lee & Chang, 2007
        - Tetranchyroderma norvegicum Clausen, 1996
        - Tetranchyroderma oblongum Lee, Kim & Chang, 2013[3]
        - Tetranchyroderma oligopentancrum Hummon & Todaro, 2009
        - Tetranchyroderma pachysomum Hummon, Todaro & Tongiorgi, 1993
        - Tetranchyroderma pacificum Schmidt, 1974
        - Tetranchyroderma papii Gerlach, 1953
        - Tetranchyroderma paradoxum Thane-Fenchel, 1970
        - Tetranchyroderma paralittoralis Rao, 1991
        - Tetranchyroderma pentaspersus Nicholas & Todaro, 2006
        - Tetranchyroderma polyacanthum (Remane, 1927)
        - Tetranchyroderma polypodium Luporini, Magagnini & Tongiorgi, 1971
        - Tetranchyroderma polyprobolostomum Hummon, Todaro, Balsamo & Tongiorgi, 1996
        - Tetranchyroderma psilotopum Hummon, Todaro, Tongiorgi & Balsamo, 1998
        - Tetranchyroderma pugetense Wieser, 1957
        - Tetranchyroderma quadritentaculatum Todaro, Balsamo & Tongiorgi, 1992
        - Tetranchyroderma rhopalotum Hummon, 2011
        - Tetranchyroderma sanctaecaterinae Todaro, Balsamo & Tongiorgi, 1992
        - Tetranchyroderma sardum Todaro, Balsamo & Tongiorgi, 1988
        - Tetranchyroderma sarokem Todaro, Balsamo & Tongiorgi, 1977
        - Tetranchyroderma schizocirratum Chang, Kubota & Shirayama, 2002
        - Tetranchyroderma sinaiensis Hummon, 2011
        - Tetranchyroderma suecicum Boaden, 1960
        - Tetranchyroderma swedmarki Rao & Ganapati, 1968
        - Tetranchyroderma symphorochetum Hummon Todaro, Tongiorgi & Balsamo, 1998
        - Tetranchyroderma tanymesatherum Hummon, Todaro, Balsamo & Tongiorgi, 1996
        - Tetranchyroderma tentaculatum Rao, 1993
        - Tetranchyroderma thysanogaster Boaden, 1965
        - Tetranchyroderma thysanophorum Hummon, Todaro & Tongiorgi, 1993
        - Tetranchyroderma tribolosum Clausen, 1965
        - Tetranchyroderma verum Wilke, 1954
        - Tetranchyroderma weissi Todaro, 2002
        - Tetranchyroderma xenodactylum Hummon, 2011

      - Geslacht Thaumastoderma Remane, 1926
        - Thaumastoderma antarctica Kieneke, 2010
        - Thaumastoderma appendiculatum Chang, Lee & Clausen, 1998
        - Thaumastoderma arcassonense d'Hondt, 1965
        - Thaumastoderma bifurcatum Clausen, 1991
        - Thaumastoderma cantacuzeni Lévi, 1958
        - Thaumastoderma clandestinum Chang, Kubota & Shirayama, 2002
        - Thaumastoderma copiophorum Chang, Lee & Clausen, 1998
        - Thaumastoderma coronarium Chang, Lee & Clausen, 1998
        - Thaumastoderma heideri Remane, 1926
        - Thaumastoderma mediterraneum Remane, 1927
        - Thaumastoderma minancrum Hummon, 2008
        - Thaumastoderma moebjergi Clausen, 2004
        - Thaumastoderma natlanticum Hummon, 2008
        - Thaumastoderma ramuliferum Clausen, 1965
        - Thaumastoderma renaudae Kisielewski, 1987
        - Thaumastoderma swedmarki Lévi, 1950
        - Thaumastoderma truncatum Clausen, 1991

  - Familie Turbanellidae Remane, 1926
    - Geslacht Desmodasys Clausen, 1965
      - Desmodasys abyssalis Kieneke & Zekely, 2007
      - Desmodasys borealis Clausen, 2000
      - Desmodasys phocoides Clausen, 1965

    - Geslacht Dinodasys Remane, 1927
      - Dinodasys delawarensis Hummon, 2008
      - Dinodasys mirabilis Remane, 1927

    - Geslacht Paraturbanella Remane, 1927
      - Paraturbanella aggregotubulata Evans, 1992
      - Paraturbanella armoricana (Swedmark, 1954)
      - Paraturbanella boadeni Rao & Ganapati, 1968
      - Paraturbanella brevicaudata Rao, 1991
      - Paraturbanella cuanensis Maguire, 1976
      - Paraturbanella dohrni Remane, 1927
      - Paraturbanella dolichodema Hummon, 2010
      - Paraturbanella eireanna Maguire, 1976
      - Paraturbanella intermedia Wieser, 1957
      - Paraturbanella levantia Hummon, 2011
      - Paraturbanella manxensis Hummon, 2008
      - Paraturbanella mesoptera Rao, 1970
      - Paraturbanella pacifica Schmidt, 1974
      - Paraturbanella pallida Luporini, Magagnini & Tongiorgi, 1973
      - Paraturbanella palpibara Rao & Ganapati, 1968
      - Paraturbanella pediballetor Hummon, 2008
      - Paraturbanella sanjuanensis Hummon, 2010
      - Paraturbanella scanica Clausen, 1996
      - Paraturbanella solitaria Todaro, 1995
      - Paraturbanella stradbroki Hochberg, 2002
      - Paraturbanella teissieri Swedmark, 1954

    - Geslacht Prostobuccantia Evans & Hummon, 1991
      - Prostobuccantia brocha Evans & Hummon, 1991

    - Geslacht Pseudoturbanella d’Hondt, 1968
      - Pseudoturbanella stylifera d’Hondt, 1968

    - Geslacht Turbanella Schultze, 1853
      - Turbanella ambronensis Remane, 1943
      - Turbanella aminensis Rao, 1991
      - Turbanella amphiatlantica Hummon & Kelly, 2011
      - Turbanella bengalensis Rao & Ganapati, 1968
      - Turbanella bocqueti Kaplan, 1958 sensu Boaden, 1974
      - Turbanella brusci Hochberg, 2002
      - Turbanella caledoniensis Hummon, 2008
      - Turbanella corderoi Dioni, 1960
      - Turbanella cornuta Remane, 1925
      - Turbanella erythrothalassia Hummon, 2011
      - Turbanella hyalina Schultze, 1853
      - Turbanella indica Rao, 1981
      - Turbanella lutheri Remane, 1952
      - Turbanella mikrogada Hummon, 2008
      - Turbanella multidigitata Kisielewski, 1987
      - Turbanella mustela Wieser, 1957
      - Turbanella ocellata Hummon, 1974
      - Turbanella otti Schrom in Riedl, 1970
      - Turbanella pacifica Schmidt, 1974
      - Turbanella palaciosi Remane, 1953
      - Turbanella petiti Remane, 1952
      - Turbanella pontica Valkanov, 1957
      - Turbanella reducta Boaden, 1974
      - Turbanella remanei Forneris, 1961
      - Turbanella scilloniensis Hummon, 2008
      - Turbanella subterranea Remane, 1934
      - Turbanella varians Maguire, 1976
      - Turbanella veneziana Schrom, 1972
      - Turbanella wieseri Hummon, 2010

  - Familie Xenodasyidae Todaro, Guidi, Leasi & Tongiorgi, 2006
    - Geslacht Chordodasiopsis Todaro, Guidi, Leasi & Tongiorgi, 2006
      - Chordodasiopsis antennatus (Rieger, Ruppert, Rieger & Schoepfer-Sterrer, 1974)

    - Geslacht Xenodasys Swedmark, 1967
      - Xenodasys eknomios Todaro, Guidi, Leasi & Tongiorgi, 2006
      - Xenodasys riedli (Schoepfer-Sterrer, 1969)
      - Xenodasys sanctigoulveni Swedmark, 1967

  - incertae sedis
    - Geslacht Marinellina
      - Marinellina flagellata Ruttner-Kolisko, 1955
- Orde Chaetonotida Remane, 1925
  - Onderorde Multitubulatina d’Hondt, 1971
    - Familie Neodasyidae Remane, 1929
      - Geslacht Neodasys Remane, 1927
        - Neodasys chaetonotoideus Remane, 1927
        - Neodasys cirritus Evans, 1992[11]
        - Neodasys uchidai Remane, 1961

  - Onderorde Paucitubulatina d’Hondt, 1971
    - Familie Chaetonotidae Gosse, 1864
      - Onderfamilie Chaetonotinae Kisielewski, 1991
        - Geslacht Arenotus Kisielewski, 1987
          - Arenotus strixinoi Kisielewski, 1987

        - Geslacht Aspidiophorus Voigt, 1903
          - Aspidiophorus aster Martin, 1981
          - Aspidiophorus bibulbosus Kisielewski, 1979
          - Aspidiophorus bisquamosus Mock, 1979
          - Aspidiophorus brahmsi Grosso, 1973
          - Aspidiophorus heterodermus Saito, 1937
          - Aspidiophorus lamellophorus Balsamo, Hummon, Todaro & Tongiorgi, 1997
          - Aspidiophorus lilloensis Grosso & Drahg, 1983
          - Aspidiophorus longichaetus Kisielewski, 1986
          - Aspidiophorus marinus Remane, 1926
          - Aspidiophorus mediterraneus Remane, 1927
          - Aspidiophorus microlepidotus d'Hondt, 1978
          - Aspidiophorus microsquamatus Saito, 1937
          - Aspidiophorus multitubulatus Hummon, 1974
          - Aspidiophorus nipponensis Schwank, 1990
          - Aspidiophorus oculatus Todaro, Dal Zotto, Maiorova & Adrianov, 2009
          - Aspidiophorus oculifer Kisielewski, 1981
          - Aspidiophorus ophiodermus Balsamo, 1983
          - Aspidiophorus ornatus Mock, 1979
          - Aspidiophorus paradoxus (Voigt, 1902)
          - Aspidiophorus paramediterraneus Hummon, 1974
          - Aspidiophorus pleustonicus Kisielewski, 1991
          - Aspidiophorus polonicus Kisielewski, 1981
          - Aspidiophorus polystictos Balsamo & Todaro, 1987
          - Aspidiophorus pori Kisielewski, 1999
          - Aspidiophorus schlitzensis Schwank, 1990
          - Aspidiophorus semirotundus Saito, 1937
          - Aspidiophorus slovinensis Kisielewski, 1986
          - Aspidiophorus squamulosus (Roszczak, 1935)
          - Aspidiophorus tatraensis Kisielewski, 1986
          - Aspidiophorus tentaculatus Wilke, 1954
          - Aspidiophorus tetrachaetus Kisielewski, 1986

        - Geslacht Caudichthydium Schwank, 1990
          - Caudichthydium hummoni (Ruppert, 1977)
          - Caudichthydium rupperti (Mock, 1979)
          - Caudichthydium supralitorale (Mock, 1979)

        - Geslacht Chaetonotus Ehrenberg, 1830
          - Chaetonotus apolemnus Hummon, Balsamo & Todaro, 1992
          - Chaetonotus aquaticus Gessner, 1930
          - Chaetonotus balticus Remane, 1926
          - Chaetonotus berissensis Grosso, 1976
          - Chaetonotus bogdanovii (Schimkewitsch, 1886)
          - Chaetonotus carpaticus Rudescu, 1967
          - Chaetonotus crinitus Sudzuki, 1971
          - Chaetonotus dentatus Tretyakova, 1992
          - Chaetonotus elachysomus Hummon, 2010
          - Chaetonotus elegantulus Remane, 1936
          - Chaetonotus eratus Hummon, 2010
          - Chaetonotus fenchelae d'Hondt, 1974
          - Chaetonotus fruticosus Martin, 1981
          - Chaetonotus fuscus Martin, 1981
          - Chaetonotus gracilis Gosse, 1864
          - Chaetonotus hermaphroditus Remane, 1936
          - Chaetonotus ichthydioides Tongiorgi, Fregni & Balsamo, 1999
          - Chaetonotus jamaicensis (Schmarda, 1861)
          - Chaetonotus lancearis Tretyakova, 1992
          - Chaetonotus laterospinosus Visvesvara, 1964
          - Chaetonotus machikanensis Suzuki & Furuya, 2011
          - Chaetonotus maximus Ehrenberg, 1831
          - Chaetonotus monobarbatus Visvesvara, 1964
          - Chaetonotus montevideensis Cordero, 1918
          - Chaetonotus ornatus Daday, 1897
          - Chaetonotus parthenopeius Wilke, 1954
          - Chaetonotus polonicus Schwank, 1990
          - Chaetonotus polyhybus Hummon, 2010
          - Chaetonotus pusillus Daday, 1905
          - Chaetonotus quadratus Martin, 1981
          - Chaetonotus retiformis Suzuki & Furuya, 2011
          - Chaetonotus schoepferae Thane-Fenchel, 1970
          - Chaetonotus slackiae Gosse, 1864
          - Chaetonotus striatus Preobrajenskaja, 1926
          - Chaetonotus tachyneusticus Brunson, 1948
          - Chaetonotus trianguliformis Visvesvara, 1964
          - Chaetonotus variosquamatus Mock, 1979
          - Chaetonotus vechovi Tretyakova, 1992
          - Ondergeslacht Chaetonotus (Captochaetus) Kisielewski, 1997
            - Chaetonotus (Captochaetus) arethusae Balsamo & Todaro, 1995
            - Chaetonotus (Captochaetus) gastrocyaneus Brunson, 1950
            - Chaetonotus (Captochaetus) insigniformis Greuter, 1917
            - Chaetonotus (Captochaetus) jakubskii Roszczak, 1935
            - Chaetonotus (Captochaetus) majestuosus Grosso & Drahg, 1984
            - Chaetonotus (Captochaetus) rafalskii Kisielewski, 1979
            - Chaetonotus (Captochaetus) robustus Davison, 1938
            - Chaetonotus (Captochaetus) segnis Martin, 1981
            - Chaetonotus (Captochaetus) simrothi Voigt, 1909
            - Chaetonotus (Captochaetus) tricuspidatus Schwank, 1990
            - Chaetonotus (Captochaetus) vorax Remane, 1936

          - Ondergeslacht Chaetonotus (Chaetonotus) Erhenberg, 1838
            - Chaetonotus (Chaetonotus) aculeatus Robbins, 1965
            - Chaetonotus (Chaetonotus) aegilonensis Balsamo, Todaro & Tongiorgi, 1992
            - Chaetonotus (Chaetonotus) africanus Schwank, 1990
            - Chaetonotus (Chaetonotus) alatus Schwank, 1990
            - Chaetonotus (Chaetonotus) alni Nesteruk, 1991
            - Chaetonotus (Chaetonotus) angustus Schrom, 1972
            - Chaetonotus (Chaetonotus) apechochaetus Hummon, Balsamo & Todaro, 1992
            - Chaetonotus (Chaetonotus) australiensis Schwank, 1990
            - Chaetonotus (Chaetonotus) beauchampi d'Hondt, 1967
            - Chaetonotus (Chaetonotus) benacensis Balsamo & Fregni, 1995
            - Chaetonotus (Chaetonotus) bifidispinosus Tretyakova, 1991
            - Chaetonotus (Chaetonotus) brasiliensis Schwank, 1990
            - Chaetonotus (Chaetonotus) breviacanthus Kisielewski, 1991
            - Chaetonotus (Chaetonotus) brevis Erhenberg, 1838
            - Chaetonotus (Chaetonotus) brevisetosus Roszczak, 1935
            - Chaetonotus (Chaetonotus) brevispinosus Zelinka, 1889
            - Chaetonotus (Chaetonotus) christianus Schwank, 1990
            - Chaetonotus (Chaetonotus) condensus Mock, 1979
            - Chaetonotus (Chaetonotus) corderoi Schwank, 1990
            - Chaetonotus (Chaetonotus) dadayi Schwank, 1990
            - Chaetonotus (Chaetonotus) daphnes Balsamo & Todaro, 1995
            - Chaetonotus (Chaetonotus) disjunctus Greuter, 1917
            - Chaetonotus (Chaetonotus) dybowskii Jakubski, 1919
            - Chaetonotus (Chaetonotus) elegans Konsuloff, 1921
            - Chaetonotus (Chaetonotus) eximius Kolicka, Kisielewski, Nesteruk & Zawierucha, 2013[12]
            - Chaetonotus (Chaetonotus) fluviatilis Balsamo & Kisielewski, 1986
            - Chaetonotus (Chaetonotus) formosus Stokes, 1887
            - Chaetonotus (Chaetonotus) furcatus Kisielewski, 1991
            - Chaetonotus (Chaetonotus) greuteri Remane, 1927
            - Chaetonotus (Chaetonotus) heterospinosus Balsamo, 1978
            - Chaetonotus (Chaetonotus) hirsutus Marcolongo, 1910
            - Chaetonotus (Chaetonotus) hoanicus Schwank, 1990
            - Chaetonotus (Chaetonotus) ichthydioides Tongiorgi, Fregni & Balsamo, 1999
            - Chaetonotus (Chaetonotus) illiesi Schwank, 1990
            - Chaetonotus (Chaetonotus) intermedius Kisielewski, 1991
            - Chaetonotus (Chaetonotus) laroides Marcolongo, 1910
            - Chaetonotus (Chaetonotus) larus (Müller, 1773)
            - Chaetonotus (Chaetonotus) linguaeformis Voigt, 1902
            - Chaetonotus (Chaetonotus) lobo Kisielewski, 1991
            - Chaetonotus (Chaetonotus) longisetosus Preobrajenskaja, 1926
            - Chaetonotus (Chaetonotus) lunatospinosus Balsamo, 1981
            - Chaetonotus (Chaetonotus) magnificus Balsamo, Hummon, Todaro & Tongiorgi, 1997
            - Chaetonotus (Chaetonotus) maximus Ehrenberg, 1838
            - Chaetonotus (Chaetonotus) mediterraneus Balsamo, Hummon, Todaro & Tongiorgi, 1997
            - Chaetonotus (Chaetonotus) microchaetus Preobrajenskaja, 1926
            - Chaetonotus (Chaetonotus) minimus Marcolongo, 1910
            - Chaetonotus (Chaetonotus) mitraformis Greuter, 1917
            - Chaetonotus (Chaetonotus) multispinosus Grünspan, 1908
            - Chaetonotus (Chaetonotus) naiadis Balsamo & Todaro, 1995
            - Chaetonotus (Chaetonotus) napoleonicus Balsamo, Todaro & Tongiorgi, 1992
            - Chaetonotus (Chaetonotus) ocellatus Martin, 1981
            - Chaetonotus (Chaetonotus) oculatus Schwank, 1990
            - Chaetonotus (Chaetonotus) oculifer Kisielewski, 1981
            - Chaetonotus (Chaetonotus) odontopharynx Grosso & Drahg, 1986
            - Chaetonotus (Chaetonotus) oplites Balsamo, Fregni & Tongiorgi, 1994
            - Chaetonotus (Chaetonotus) paluster d'Hondt, 1967
            - Chaetonotus (Chaetonotus) parafurcatus Nesteruk, 1991
            - Chaetonotus (Chaetonotus) paucisquamatus Kisielewski, 1991
            - Chaetonotus (Chaetonotus) pawlowskii Kisielewski, 1984
            - Chaetonotus (Chaetonotus) pilaga Grosso, 1982
            - Chaetonotus (Chaetonotus) polyspinosus Greuter, 1917
            - Chaetonotus (Chaetonotus) poznaniensis Kisielewski, 1981
            - Chaetonotus (Chaetonotus) pratensis Schwank, 1990
            - Chaetonotus (Chaetonotus) pravus Kolicka, Kisielewski, Nesteruk & Zawierucha, 2013[12]
            - Chaetonotus (Chaetonotus) pseudopolyspinosus Kisielewski, 1991
            - Chaetonotus (Chaetonotus) puniceus Martin, 1990
            - Chaetonotus (Chaetonotus) rarispinosus Roszczak, 1935
            - Chaetonotus (Chaetonotus) remanei Schwank, 1990
            - Chaetonotus (Chaetonotus) sanctipauli Kisielewski, 1991
            - Chaetonotus (Chaetonotus) schoepferae Thane-Fenchel, 1970
            - Chaetonotus (Chaetonotus) scutatus Saito, 1937
            - Chaetonotus (Chaetonotus) siciliensis Hummon, Balsamo & Todaro, 1992
            - Chaetonotus (Chaetonotus) silvaticus (Varga, 1963)
            - Chaetonotus (Chaetonotus) similis Zelinka, 1889
            - Chaetonotus (Chaetonotus) sphagnophilus Kisielewski, 1981
            - Chaetonotus (Chaetonotus) splendidus Preobrajenskaja, 1926
            - Chaetonotus (Chaetonotus) stagnalis d'Hondt, 1967
            - Chaetonotus (Chaetonotus) tabulatus (Schmarda, 1861)
            - Chaetonotus (Chaetonotus) tempestivus Mock, 1979
            - Chaetonotus (Chaetonotus) triacanthus Todaro, 1994
            - Chaetonotus (Chaetonotus) triradiatus Rao, 1991
            - Chaetonotus (Chaetonotus) vellosus Martin, 1990
            - Chaetonotus (Chaetonotus) ventrochaetus Kisielewski, 1991
            - Chaetonotus (Chaetonotus) venustus d'Hondt, 1967
            - Chaetonotus (Chaetonotus) vulgaris Brunson, 1950

          - Ondergeslacht Chaetonotus (Hystricochaetonotus) Schwank, 1990
            - Chaetonotus (Hystricochaetonotus) acanthophorus Stokes, 1888
            - Chaetonotus (Hystricochaetonotus) aemilianus Balsamo, 1978
            - Chaetonotus (Hystricochaetonotus) anomalus Brunson, 1950
            - Chaetonotus (Hystricochaetonotus) balsamoae Kisielewski, 1997
            - Chaetonotus (Hystricochaetonotus) decemsetosus Marcolongo, 1910
            - Chaetonotus (Hystricochaetonotus) enormis Stokes, 1887
            - Chaetonotus (Hystricochaetonotus) euhystrix Schwank, 1990
            - Chaetonotus (Hystricochaetonotus) ferrarius Schwank, 1990
            - Chaetonotus (Hystricochaetonotus) fujisanensis Sudzuki, 1971
            - Chaetonotus (Hystricochaetonotus) heterochaetus Daday, 1905
            - Chaetonotus (Hystricochaetonotus) hystrix Metschnikoff, 1865[1]
            - Chaetonotus (Hystricochaetonotus) italicus Balsamo & Todaro, 1995
            - Chaetonotus (Hystricochaetonotus) lacunosus Mock, 1979
            - Chaetonotus (Hystricochaetonotus) longispinosus Stokes, 1887
            - Chaetonotus (Hystricochaetonotus) lucksi Voigt, 1958
            - Chaetonotus (Hystricochaetonotus) macrochaetus Zelinka, 1889
            - Chaetonotus (Hystricochaetonotus) murrayi Remane, 1929
            - Chaetonotus (Hystricochaetonotus) novenarius Greuter, 1917
            - Chaetonotus (Hystricochaetonotus) octonarius Stokes, 1887
            - Chaetonotus (Hystricochaetonotus) paraguayensis Schwank, 1990
            - Chaetonotus (Hystricochaetonotus) paucisetosus Marcolongo, 1910
            - Chaetonotus (Hystricochaetonotus) persetosus Zelinka, 1889
            - Chaetonotus (Hystricochaetonotus) polychaetus Daday, 1905
            - Chaetonotus (Hystricochaetonotus) pungens Balsamo, 1990
            - Chaetonotus (Hystricochaetonotus) quintospinosus Greuter, 1917
            - Chaetonotus (Hystricochaetonotus) schlitzensis Schwank, 1990
            - Chaetonotus (Hystricochaetonotus) spinifer Stokes, 1887
            - Chaetonotus (Hystricochaetonotus) spinulosus Stokes, 1887
            - Chaetonotus (Hystricochaetonotus) trichodrymodes Brunson, 1950
            - Chaetonotus (Hystricochaetonotus) trilineatus Valkanov, 1937
            - Chaetonotus (Hystricochaetonotus) trispinosus Balsamo, 1990
            - Chaetonotus (Hystricochaetonotus) vargai Rudescu, 1967

          - Ondergeslacht Chaetonotus (Lepidochaetus) 
            - Chaetonotus (Lepidochaetus) zelinkai Grünspan, 1908

          - Ondergeslacht Chaetonotus (Marinochaetus) Kisielewski, 1997
            - Chaetonotus (Marinochaetus) aequispinosus Schrom, 1972
            - Chaetonotus (Marinochaetus) antipai Rodewal, 1938
            - Chaetonotus (Marinochaetus) apolemmus Hummon, Balsamo & Todaro, 1992
            - Chaetonotus (Marinochaetus) chicous Hummon, 1974
            - Chaetonotus (Marinochaetus) mariae Todaro, 1992
            - Chaetonotus (Marinochaetus) oceanides d'Hondt, 1971
            - Chaetonotus (Marinochaetus) oligohalinus Hummon, 1974
            - Chaetonotus (Marinochaetus) sagittarius Evans, 1992

          - Ondergeslacht Chaetonotus (Primochaetus) Kisielewski, 1997
            - Chaetonotus (Primochaetus) acanthocephalus Valkanov, 1937
            - Chaetonotus (Primochaetus) acanthodes Stokes, 1887
            - Chaetonotus (Primochaetus) annectens Grosso & Drahg, 1991
            - Chaetonotus (Primochaetus) armatus Kisielewski, 1981
            - Chaetonotus (Primochaetus) arquatus Voigt, 1903
            - Chaetonotus (Primochaetus) brachyurus Balsamo, 1980
            - Chaetonotus (Primochaetus) chuni Voigt, 1901
            - Chaetonotus (Primochaetus) cordiformis Greuter, 1917
            - Chaetonotus (Primochaetus) dubius Daday, 1905
            - Chaetonotus (Primochaetus) erinaceus Daday, 1905
            - Chaetonotus (Primochaetus) heideri Brehm, 1917
            - Chaetonotus (Primochaetus) heteracanthus Remane, 1927
            - Chaetonotus (Primochaetus) macrolepidotus Greuter, 1917
            - Chaetonotus (Primochaetus) mutinensis Balsamo, 1978
            - Chaetonotus (Primochaetus) ploenensis Voigt, 1909
            - Chaetonotus (Primochaetus) rectaculeatus Kisielewski, 1981
            - Chaetonotus (Primochaetus) rotundus Greuter, 1917
            - Chaetonotus (Primochaetus) scoticus Schwank, 1990
            - Chaetonotus (Primochaetus) scutulatus Martin, 1981
            - Chaetonotus (Primochaetus) soberanus Grosso & Drahg, 1983
            - Chaetonotus (Primochaetus) tenuis Grünspan, 1908
            - Chaetonotus (Primochaetus) tenuisquamatus Grosso, 1982
            - Chaetonotus (Primochaetus) veronicae Kånneby, 2013[13]

          - Ondergeslacht Chaetonotus (Schizochaetonotus) Schwank, 1990
            - Chaetonotus (Schizochaetonotus) atrox Wilke, 1954
            - Chaetonotus (Schizochaetonotus) dispar Wilke, 1954
            - Chaetonotus (Schizochaetonotus) hilarus Schrom, 1972
            - Chaetonotus (Schizochaetonotus) inaequidentatus Kisielewski, 1988
            - Chaetonotus (Schizochaetonotus) luporinii Balsamo, Fregni & Tongiorgi, 1996
            - Chaetonotus (Schizochaetonotus) modestus Schrom, 1972
            - Chaetonotus (Schizochaetonotus) neptuni Wilke, 1954
            - Chaetonotus (Schizochaetonotus) schromi Hummon, 1974
            - Chaetonotus (Schizochaetonotus) schultzei Metschnikoff, 1865[1]
            - Chaetonotus (Schizochaetonotus) serenus Schrom, 1972
            - Chaetonotus (Schizochaetonotus) woodi Thane-Fenchel, 1970

          - Ondergeslacht Chaetonotus (Tristratachaetus) Kolicka, Kisielewski, Nesteruk & Zawierucha, 2013[12]
            - Chaetonotus (Tristratachaetus) rhombosquamatus Kolicka, Kisielewski, Nesteruk & Zawierucha, 2013[12]

          - Ondergeslacht Chaetonotus (Wolterecka) Mola, 1932
            - Chaetonotus (Wolterecka) caudalspinosus Visvesvara, 1964
            - Chaetonotus (Wolterecka) sudeticus Kisielewski, 1984
            - Chaetonotus (Wolterecka) uncinus Voigt, 1902

          - Ondergeslacht Chaetonotus (Zonochaeta) Remane, 1927
            - Chaetonotus (Zonochaeta) bisacer Greuter, 1917
            - Chaetonotus (Zonochaeta) caricicola Schwank, 1990
            - Chaetonotus (Zonochaeta) cestacanthus Balsamo, 1990
            - Chaetonotus (Zonochaeta) crassus Preobrajenskaja, 1926
            - Chaetonotus (Zonochaeta) dracunculus Balsamo, 1990
            - Chaetonotus (Zonochaeta) multisetosus Preobrajenskaja, 1926
            - Chaetonotus (Zonochaeta) palustris Anderson & Robbins, 1980
            - Chaetonotus (Zonochaeta) pentacanthus Balsamo, 1981
            - Chaetonotus (Zonochaeta) pygmaeus Schwank, 1990
            - Chaetonotus (Zonochaeta) sextospinosus Visvesvara, 1964
            - Chaetonotus (Zonochaeta) succinctus Voigt, 1902
            - Chaetonotus (Zonochaeta) trichostichodes Brunson, 1950
            - Chaetonotus (Zonochaeta) voigti Greuter, 1917

        - Geslacht Fluxiderma d'Hondt, 1974
          - Fluxiderma concinnum (Stokes, 1887)
          - Fluxiderma montanum (Rudescu, 1967)
          - Fluxiderma verrucosum (Roszczak, 1935)

        - Geslacht Halichaetonotus Remane, 1936
          - Halichaetonotus aculifer (Gerlach, 1953)
          - Halichaetonotus arenarius (d’Hondt, 1971)
          - Halichaetonotus atlanticus Kisielewski, 1988
          - Halichaetonotus australis Warwick & Todaro, 2005
          - Halichaetonotus balticus Kisielewski, 1975
          - Halichaetonotus bataceus Evans, 1992
          - Halichaetonotus batillifer (Luporini & Tongiorgi, 1972)
          - Halichaetonotus clavicornis Balsamo, Fregni & Tongiorgi, 1995
          - Halichaetonotus decipiens (Remane, 1929)
          - Halichaetonotus etrolomus Hummon, Balsamo & Todaro, 1992
          - Halichaetonotus euromarinus Hummon & Todaro, 2010
          - Halichaetonotus genatus Balsamo, Fregni & Tongiorgi, 1995
          - Halichaetonotus italicus Balsamo, Hummon, Todaro & Tongiorgi, 1997
          - Halichaetonotus jucundus (d'Hondt, 1971)
          - Halichaetonotus lamellatus Kisielewski, 1975
          - Halichaetonotus littoralis (d’Hondt, 1971)
          - Halichaetonotus margaretae Hummon, Balsamo & Todaro, 1992
          - Halichaetonotus marinus Giard, 1904
          - Halichaetonotus marivagus Balsamo, Todaro & Tongiorgi, 1992
          - Halichaetonotus paradoxus (Remane, 1927)
          - Halichaetonotus parvus (Wilke, 1954)
          - Halichaetonotus pleuracanthus (Remane, 1926)
          - Halichaetonotus polonense Hummon, 2008
          - Halichaetonotus riedli Schrom, 1972
          - Halichaetonotus sanctaeluciae Todaro, Dal Zotto, Bownes & Perissinotto, 2011
          - Halichaetonotus schromi Kisielewski, 1975
          - Halichaetonotus somniculosus (Mock, 1979)
          - Halichaetonotus susi Hummon, 2010
          - Halichaetonotus swedmarki Schrom, 1972
          - Halichaetonotus tentaculatus (d’Hondt, 1971)
          - Halichaetonotus testiculophorus (Hummon, 1966)
          - Halichaetonotus thalassopais Hummon, Balsamo & Todaro, 1992

        - Geslacht Heterolepidoderma Remane, 1926
          - Heterolepidoderma acidophilum Kånneby, Todaro & Jondelius, 2012
          - Heterolepidoderma arenosum Kisielewski, 1988
          - Heterolepidoderma armatum Schrom, 1966
          - Heterolepidoderma axi Mock, 1979
          - Heterolepidoderma brevitubulatum Kisielewski, 1981
          - Heterolepidoderma caudosquamatum Grilli, Kristensen & Balsamo, 2009[14]
          - Heterolepidoderma clipeatum Schrom, 1972
          - Heterolepidoderma contectum Schrom, 1972
          - Heterolepidoderma dimentmani Kisielewski, 1999
          - Heterolepidoderma fallax Remane, 1936
          - Heterolepidoderma famaillensis Grosso & Drahg, 1991
          - Heterolepidoderma foliatum Renaud-Mornant, 1967
          - Heterolepidoderma gracile Remane, 1927
          - Heterolepidoderma grandiculum Mock, 1979
          - Heterolepidoderma hermaphroditum Wilke, 1954
          - Heterolepidoderma illinoisensis Robbin, 1965
          - Heterolepidoderma istrianum Schrom, 1972
          - Heterolepidoderma joermungandri Kånneby, 2011
          - Heterolepidoderma jureiense Kisielewski, 1991
          - Heterolepidoderma kossinense (Preobrajenskaja, 1926)
          - Heterolepidoderma lamellatum Balsamo & Fregni, 1995
          - Heterolepidoderma longicaudatum Kisielewski, 1979
          - Heterolepidoderma loricatum Schrom, 1972
          - Heterolepidoderma loripes Martin, 1981
          - Heterolepidoderma macrops Kisielewski, 1981
          - Heterolepidoderma majus Remane, 1927
          - Heterolepidoderma marinum Remane, 1926
          - Heterolepidoderma multiseriatum Balsamo, 1978
          - Heterolepidoderma obesum d'Hondt, 1967
          - Heterolepidoderma obliquum Saito, 1937
          - Heterolepidoderma ocellatum (Metschnikoff, 1865)[1]
          - Heterolepidoderma patella Schwank, 1990
          - Heterolepidoderma pineisquamatum Balsamo, 1981
          - Heterolepidoderma tenuisquamatum Kisielewski, 1981
          - Heterolepidoderma trapezoidum Kånneby, 2011

        - Geslacht Ichthydium Ehrenberg, 1830
          - Ichthydium auritum Brunson, 1950
          - Ichthydium brachykolon Brunson, 1947
          - Ichthydium cephalobares Brunson, 1947
          - Ichthydium chaetiferum Kisielewski, 1991
          - Ichthydium crassum Daday, 1905
          - Ichthydium cyclocephalum Grünspan, 1908
          - Ichthydium diacanthum Balsamo & Todaro, 1995
          - Ichthydium jamaicense Schmarda, 1861
          - Ichthydium leptum Brunson, 1947
          - Ichthydium macrocapitatum Sudzuki, 1971
          - Ichthydium macropharyngistum Brunson, 1947
          - Ichthydium malleum Schwank, 1990
          - Ichthydium minimum Brunson, 1950
          - Ichthydium plicatum Balsamo & Fregni, 1995
          - Ichthydium squamigerum Balsamo & Fregni, 1995
          - Ichthydium tabulatum (Schmarda, 1861)
          - Ondergeslacht Ichthydium (Furficulichthys) Schwank, 1990
            - Ichthydium (Furficulichthys) forcipatum Voigt, 1901
            - Ichthydium (Furficulichthys) forficula  Remane, 1927
            - Ichthydium (Furficulichthys) monolobum Brunson, 1950
            - Ichthydium (Furficulichthys) tanytrichum Balsamo, 1983

          - Ondergeslacht Ichthydium (Ichthydium) Ehrenberg, 1830
            - Ichthydium (Ichthydium) bifasciale Schwank, 1990
            - Ichthydium (Ichthydium) bifurcatum Preobrajenskaja, 1926
            - Ichthydium (Ichthydium) dubium Preobrajenskaja, 1926
            - Ichthydium (Ichthydium) fossae d'Hondt, 1971
            - Ichthydium (Ichthydium) galeatum Konsuloff, 1921
            - Ichthydium (Ichthydium) maximum Greuter, 1917
            - Ichthydium (Ichthydium) palustre Kisielewski, 1981
            - Ichthydium (Ichthydium) pellucidum Preobrajenskaja, 1926
            - Ichthydium (Ichthydium) podura (Müller, 1773)
            - Ichthydium (Ichthydium) rostrum Roszczak, 1968
            - Ichthydium (Ichthydium) stokesi Grosso, 1973
            - Ichthydium (Ichthydium) sulcatum (Stokes, 1887)
            - Ichthydium (Ichthydium) tergestinum Gruenspan, 1908

        - Geslacht Lepidochaetus Kisielewski, 1991
          - Lepidochaetus brasilense Kisielewski, 1991
          - Lepidochaetus carpaticus (Rudescu, 1967)
          - Lepidochaetus ornatus (Daday, 1901)
          - Lepidochaetus pusillus (Daday, 1905)
          - Lepidochaetus zelinkai (Grünspan, 1908)

        - Geslacht Lepidodermella Blake, 1933
          - Lepidodermella acantholepida Suzuki, Makeda & Furuya, 2013
          - Lepidodermella amazonica Kisielewski, 1991
          - Lepidodermella aspidioformis Sudzuki, 1971
          - Lepidodermella broa Kisielewski, 1991
          - Lepidodermella limogena Schrom, 1972
          - Lepidodermella limogenum Schrom, 1972
          - Lepidodermella macrocephala d'Hondt, 1971
          - Lepidodermella minor (Remane, 1936)
          - Lepidodermella minor chaetifer Kisielewski, 1991
          - Lepidodermella punctatum (Greuter, 1917)
          - Lepidodermella serrata Sudzuki, 1971
          - Lepidodermella spinifera Tretyakova, 1991
          - Lepidodermella squamata (Dujardin, 1841)
          - Lepidodermella squamatum (Dujardin, 1941)
          - Lepidodermella tabulata (Preobrajenskaja, 1926)
          - Lepidodermella triloba (Brunson, 1950)
          - Lepidodermella trilobum Brunson, 1950
          - Lepidodermella zelinkai (Konsuloff, 1914)

        - Geslacht Polymerurus Remane, 1927
          - Polymerurus andreae Hochberg, 2005
          - Polymerurus biroi (Daday, 1897)
          - Polymerurus callosus Brunson, 1950
          - Polymerurus corumbensis Kisielewski, 1991
          - Polymerurus elongatus (Daday, 1905)
          - Polymerurus entzii (Daday, 1882)
          - Polymerurus hystrix (Daday, 1910)
          - Polymerurus longicaudatus (Tatem, 1867)
          - Polymerurus macracanthus (Lauterborn, 1894)
          - Polymerurus macrurus (Collin, 1898)
          - Polymerurus magnus Visvesvara, 1963
          - Polymerurus nodicaudus (Voigt, 1901)
          - Polymerurus nodifurca (Marcolongo, 1910)
          - Polymerurus paraelongatus Grosso & Drahg, 1986
          - Polymerurus rhomboides (Stokes, 1887)
          - Polymerurus serraticaudus (Voigt, 1901)
          - Polymerurus squammofurcatus (Preobrajenskaja, 1926)
          - Polymerurus tesselatus Renaud-Mornant, 1968

        - Geslacht Rhomballichthys Schwank, 1990
          - Rhomballichthys carinatus Schwank, 1990
          - Rhomballichthys murray Schwank, 1990
          - Rhomballichthys punctatus (Greuter, 1917)

        - Geslacht Pseudichthydium 
          - Pseudichthydium balatonicum (Varga, 1949)

      - Onderfamilie Undulinae Kisielewski, 1991
        - Geslacht Undula Kisielewski, 1991
          - Undula paraensis Kisielewski, 1991

    - Familie Dasydytidae Daday (1905)
      - Geslacht Anacanthoderma Marcolongo, 1910
        - Anacanthoderma paucisetosum (Marcolongo, 1910)
        - Anacanthoderma punctatum Marcolongo, 1910

      - Geslacht Chitonodytes Remane, 1936
        - Chitonodytes collini (Remane, 1927)
        - Chitonodytes longisetosus (Metschnikoff, 1865)[1]
        - Chitonodytes longispinosus (Greuter, 1917)

      - Geslacht Dasydytes Gosse, 1851
        - Dasydytes chatticus Schwank, 1990
        - Dasydytes tongiorgii Balsamo, 1983
        - Ondergeslacht Dasydytes (Dasydytes) Gosse, 1851
          - Dasydytes (Dasydytes) asymmetricus Schwank, 1990
          - Dasydytes (Dasydytes) goniathrix Gosse, 1851
          - Dasydytes (Dasydytes) monile Horlick, 1976
          - Dasydytes (Dasydytes) nhumirimensis Kisielewski, 1991
          - Dasydytes (Dasydytes) ornatus Voigt, 1909
          - Dasydytes (Dasydytes) zelinkai Lauterborn, 1901

        - Ondergeslacht Dasydytes (Prodasydytes) Kisielewski, 1991
          - Dasydytes (Prodasydytes) carvalhoae Kisielewski, 1991
          - Dasydytes (Prodasydytes) elongatus Kisielewski, 1991
          - Dasydytes (Prodasydytes) lamellatus Kisielewski, 1991
          - Dasydytes (Prodasydytes) papaveroi Kisielewski, 1991

      - Geslacht Haltidytes Remane, 1936
        - Haltidytes crassus (Greuter, 1917)
        - Haltidytes festinans (Voigt, 1909)
        - Haltidytes oöeides Brunson, 1950
        - Haltidytes saltitans (Stokes, 1888)
        - Haltidytes squamosus Kisielewski, 1991

      - Geslacht Ornamentula Kisielewski, 1991
        - Ornamentula paraensis Kisielewski, 1991
        - Ornamentula paraënsis Kisielewski, 1991

      - Geslacht Setopus Grünspan, 1908
        - Setopus abarbita (Visvesvara, 1963)
        - Setopus aequatorialis Kisielewski, 1991
        - Setopus bisetosus (Thompson, 1891)
        - Setopus chatticus (Schwank, 1990)
        - Setopus dubius (Voigt, 1909)
        - Setopus iunctus Greuter, 1917
        - Setopus primus Grünspan, 1908
        - Setopus tongiorgii (Balsamo, 1983)

      - Geslacht Stylochaeta Hlava, 1904
        - Stylochaeta fusiformis (Spencer, 1890)
        - Stylochaeta longispinosa Greuter, 1917
        - Stylochaeta scirtetica Brunson, 1950
        - Stylochaeta stylifera (Voigt, 1901)

    - Familie Dichaeturidae Remane, 1927
      - Geslacht Dichaetura Lauterborn, 1913
        - Dichaetura capricornia (Metschnikoff, 1865)[1]
        - Dichaetura filispina Suzuki, Makeda & Furuya, 2013[15]
        - Dichaetura piscator (Murray, 1913)

    - Familie Muselliferidae Leasi & Todaro, 2008
      - Geslacht Diuronotus Todaro, Balsamo & Kristensen, 2005
        - Diuronotus aspetos Todaro, Balsamo & Kristensen, 2005
        - Diuronotus rupperti Todaro, Balsamo & Kristensen, 2005

      - Geslacht Musellifer Hummon, 1969
        - Musellifer delamarei (Renaud-Mornant, 1968)
        - Musellifer profundus Vivier, 1974
        - Musellifer sublitoralis Hummon, 1969

    - Familie Neogosseidae Remane, 1929
      - Geslacht Kijanebalola Beauchamp, 1932
        - Kijanebalola canina Kisielewski, 1991
        - Kijanebalola cubuetes Gosse in Hudson & Gosse, 1886
        - Kijanebalola devestiva Todaro, Perissinotto & Bownes, 2013[16]
        - Kijanebalola dubia Beauchamp, 1932

      - Geslacht Neogossea Remane, 1927
        - Neogossea acanthocolla Kisielewski, 1991
        - Neogossea antennigera (Gosse, 1851)
        - Neogossea fasciculata (Daday, 1905)
        - Neogossea pauciseta (Daday, 1905)
        - Neogossea sexiseta Krivanek & Krivanek, 1959
        - Neogossea voigti (Daday, 1905)

    - Familie Proichthydiidae Remane, 1927
      - Geslacht Proichthydioides Sudzuki, 1971
        - Proichthydioides remanei Sudzuki, 1971

      - Geslacht Proichthydium Cordero, 1918
        - Proichthydium coronatum Cordero, 1918

    - Familie Xenotrichulidae Remane, 1927
      - Onderfamilie Draculiciterinae
        - Geslacht Draculiciteria Hummon, 1974
          - Draculiciteria tesselata (Renaud Mornant, 1968)

      - Onderfamilie Xenotrichulinae Ruppert, 1979
        - Geslacht Heteroxenotrichula Wilke, 1954
          - Heteroxenotrichula affinis (Remane, 1934)
          - Heteroxenotrichula arcassonensis Ruppert, 1979
          - Heteroxenotrichula flandrensis (d'Hondt, 1968)
          - Heteroxenotrichula pygmaea (Remane, 1934)
          - Heteroxenotrichula simplex (Mock, 1979)
          - Heteroxenotrichula squamosa Wilke, 1954
          - Heteroxenotrichula subterranea (Remane, 1934)
          - Heteroxenotrichula texana Todaro, 1994
          - Heteroxenotrichula transatlantica Ruppert, 1979
          - Heteroxenotrichula wilkeae Ruppert, 1979

        - Geslacht Xenotrichula Remane, 1927
          - Xenotrichula bispina Roszczak, 1939
          - Xenotrichula carolinensis Ruppert, 1979
          - Xenotrichula cornuta Wilke, 1954
          - Xenotrichula floridanus Thane-Fenchel, 1970
          - Xenotrichula guadelupense Kisielewski, 1984
          - Xenotrichula intermedia Remane, 1934
          - Xenotrichula laccadivensis Rao, 1991
          - Xenotrichula lineata Schrom, 1972
          - Xenotrichula micracantha (Remane, 1926)
          - Xenotrichula paralineata Hummon & Todaro, 2007
          - Xenotrichula punctata Wilke, 1954
          - Xenotrichula quadritubulata Kisielevski, 1988
          - Xenotrichula simplex Mock, 1979
          - Xenotrichula soikai Schrom, 1966
          - Xenotrichula tentaculata Rao & Ganapati, 1968
          - Xenotrichula velox Remane, 1927